# Roy Pieters
Pour les articles homonymes, voir Pieters.
Roy Pieters, né le 12 juin 1989 à Haarlem, est un coureur cycliste néerlandais. Durant sa carrière, il participe à des compétitions sur route et sur piste.

## Palmarès sur route

### Par années
- 2015
  - Mémorial Danny Jonckheere
- 2018
  -  Champion des Pays-Bas des élites sans contrat

### Classements mondiaux
| Année         | 2015 |
| ------------- | ---- |
| UCI Asia Tour | 296e |

## Palmarès sur piste

### Championnats du monde
- Hong Kong 2017
  - 11e de la poursuite par équipes[2]
- Apeldoorn 2018
  - 11e de l'américaine[3]

### Coupe du monde
- 2017-2018
  - 2e de l'américaine à Minsk
  - 3e du scratch à Pruszków
- 2018-2019
  - 2e de l'américaine à Cambridge

### Championnats d'Europe
- Cottbus 2007
  -  Médaillé de bronze du scratch juniors

### Championnats nationaux
| - 2005 - Champion des Pays-Bas du scratch juniors - 2e du championnat des Pays-Bas de poursuite juniors - 2006 - Champion des Pays-Bas de poursuite juniors - Champion des Pays-Bas du kilomètre juniors - Champion des Pays-Bas de course aux points juniors - Champion des Pays-Bas du scratch juniors - 2e du championnat des Pays-Bas de l'américaine juniors - 2009 - Champion des Pays-Bas du scratch - 2010 - 2e du championnat des Pays-Bas de course aux points - 3e du championnat des Pays-Bas de poursuite - 2011 - Champion des Pays-Bas de l'américaine (avec Barry Markus) - 2013 - 2e du championnat des Pays-Bas de l'omnium | - 2014 - 2e du championnat des Pays-Bas de l'omnium - 3e du championnat des Pays-Bas de poursuite - 2015 - 3e du championnat des Pays-Bas de scratch - 3e du championnat des Pays-Bas de poursuite - 2016 - 2e du championnat des Pays-Bas de poursuite par équipes - 2017 - 3e du championnat des Pays-Bas de course aux points - 2018 - Champion des Pays-Bas de l'omnium - 2e du championnat des Pays-Bas de poursuite par équipes - 2019 - 2e du championnat des Pays-Bas de l'américaine - 2e du championnat des Pays-Bas de scratch |